# ソル・キャンベル
ソル・キャンベル（Sol Campbell）ことスルジール･ジェレマイア･キャンベル（Sulzeer Jeremiah Campbell, 1974年9月18日 - ）は、イギリス・ロンドン出身の元サッカー選手、サッカー指導者。元イングランド代表。現役時代のポジションはDF。両親はジャマイカからの移民である。
イングランド代表チームのバックラインを支えたディフェンダー。一時期は代表でキャプテンを務めたこともある。

## 若年期
キャンベルはストラトフォードでジャマイカ人の両親、鉄道従業員の父シュウェルとフォード工員の母ヴィルヘルミーネの間に12人兄弟・姉妹（うち9人が男の子）の末っ子として生まれた。ストラトフォードのポートウェイ・プライマリ学校に通った。

## クラブ経歴

### トッテナム
トッテナムと契約した当初はストライカーだった。トップチームデビューは1992年12月のチェルシー戦である。のちにCBにコンバートされ、以降長年にわたりDFラインを支えた。

### アーセナル
2001年に加入。ダービーマッチ相手となるライバルチームへの移籍であるため両チームサポーターからは賛否両論が起こった。さらに、当時キャプテンであった事や移籍金さえ残さなかったことがトッテナムサポーターの怒りを呼び、「'''Judas(ユダ)'''」と非難された。
2005年に不調の時期があったが、2006年に入ってからは本来の調子を取り戻し、チャンピオンズリーグ決勝のFCバルセロナ戦では先制点を挙げたが、チームは準優勝に終わった。シーズン終了後に契約満了でアーセナルを退団した。

### ポーツマス
2006年8月8日に完全移籍した。ポーツマスではレギュラーのセンターバックを務め、ポーツマス躍進の原動力となった。2008年にはFAカップを制覇した。また、キャプテンにも任命された。

### ノッツ・カウンティ
2009年8月25日、フットボールリーグ2のノッツ・カウンティに移籍した。しかし、クラブ側の強化戦略などに不満を抱き、9月24日に契約を破棄。5年契約を結んでいたが、わずか29日間での退団となった。

### アーセナル
ノッツ・カウンティ退団後は古巣アーセナルの練習に参加することを許可され、調整を続けた。監督のアーセン・ヴェンゲルは当初はキャンベルと契約を結ぶつもりはないとしていたが、練習態度などが評価され2010年1月12日に正式に復帰した。
シーズン終了後、契約満了によりアーセナルを退団。

### ニューカッスル・ユナイテッド
2010年7月28日、ニューカッスルへ移籍することが発表された。しかし、ニューカッスルでは出場機会に恵まれず、シーズン終了後に退団した。
2012年5月2日に現役を引退した。

## 代表経歴
1996年5月18日のハンガリー戦で代表デビューを果たした。その後1998年のフランスW杯では守備の要を担った。
2002年の日韓W杯、2004年のEURO2004にも出場した。
W杯ドイツ大会ではジョン・テリー、リオ・ファーディナンドの控えに甘んじ、出場機会はスウェーデン戦での交代出場による1試合のみにとどまった。

## 監督歴
2018年11月27日、マクルズフィールド・タウンFCの監督に就任した。2019年8月15日、監督を退任した。
2019年10月22日、サウスエンド・ユナイテッドFCの監督に就任した。

## 代表歴

### 出場大会
- イングランド代表
  - 1998 FIFAワールドカップ
  - 2002 FIFAワールドカップ
  - 2006 FIFAワールドカップ

### 試合数
- 国際Aマッチ 73試合 1得点（1996年-2007年）[10]

| イングランド代表 | 国際Aマッチ | 国際Aマッチ |
| 年               | 出場        | 得点        |
| ---------------- | ----------- | ----------- |
| 1996             | 3           | 0           |
| 1997             | 9           | 0           |
| 1998             | 12          | 0           |
| 1999             | 5           | 0           |
| 2000             | 8           | 0           |
| 2001             | 5           | 0           |
| 2002             | 10          | 1           |
| 2003             | 4           | 0           |
| 2004             | 8           | 0           |
| 2005             | 2           | 0           |
| 2006             | 3           | 0           |
| 2007             | 4           | 0           |
| 通算             | 73          | 1           |